# Lasiomorpha
Lasiomorpha is een geslacht van vlinders van de familie Eupterotidae.

## Soorten
- L. meeki Rothschild, 1917
- L. noakesi Joicey & Talbot, 1916